# Вимокле
Вимокле (пол. Wymokłe) — село в Польщі, у гміні Боброво Бродницького повіту Куявсько-Поморського воєводства.
Населення — 334 особи (2011).
У 1975-1998 роках село належало до Торунського воєводства.

## Демографія
Демографічна структура станом на 31 березня 2011 року:
|          | Загалом | Допрацездатний вік | Працездатний вік | Постпрацездатний вік |
| -------- | ------- | ------------------ | ---------------- | -------------------- |
| Чоловіки | 168     | 27                 | 128              | 13                   |
| Жінки    | 166     | 28                 | 101              | 37                   |
| Разом    | 334     | 55                 | 229              | 50                   |